# Test Drive Unlimited
Test Drive Unlimited è un videogioco di simulazione di guida sviluppato da Eden Games. Si tratta dell'undicesimo titolo della serie Test Drive, ed è stato pubblicato da Atari in versione Xbox 360 nel settembre 2006, e su Windows, PlayStation 2 e PlayStation Portable nel marzo 2007. Il genere del gioco è stato definito dal produttore con il marchio registrato M.O.O.R. (Massively Open Online Racing), che ne indica le caratteristiche massively multiplayer online e open world. Nel febbraio 2011, su Windows, Xbox 360 e PlayStation 3, è uscito il seguito, Test Drive Unlimited 2. Il 29 settembre 2012 sono stati definitivamente spenti i server online del gioco su PC.

## Modalità di gioco
Il gioco è ambientato sull'isola di Oahu, nelle Hawaii, con più di 1600 chilometri (1000 miglia) di strade completamente percorribili. Sono disponibili molti modelli di auto specifici di varie marche reali, e in misura minore anche moto. Il gioco presenta una corrispondenza alquanto "realistica" alla rete stradale dell'isola realmente esistente. Oltre a offrire una grafica accurata nei particolari, dà la possibilità di percorrere, a bordo della propria vettura, anche luoghi di adiacenza alla strada, come campi, spiagge, boschi, prati, e terreni di varia natura. Il tempo atmosferico sull'isola varia, presentando talvolta un sole splendido, e altre volte nuvole abbondanti.
Test Drive Unlimited oltre a essere un gioco individuale e giocabile anche senza connessione a Internet, offre l'opzione multiplayer. Se connesso online, infatti, il gioco è un M.O.O.R. (Massively Open Online Racing), il che significa che è possibile giocare con altre migliaia di giocatori sulla stessa isola, semplicemente lampeggiando i fari a un'altra macchina o moto. Nell'ottica di agevolare la socializzazione tra amatori del mondo dei motori, i giocatori possono fondare club in determinati luoghi dell'isola, con lo scopo di confrontarsi in gare personalizzate. Tuttavia, questa funzione sembra non essere utilizzabile a detta di molti giocatori per un presunto bug del gioco che, in tal modo, non consente il completamento delle gare necessarie per acquisire il massimo livello (Asso) e completare il gioco stesso. L'approccio di guida può essere scelto tra realistico e arcade.

## Patch e aggiornamenti
Nel luglio 2007 è stata distribuita la patch 1.66A, che ha corretto diversi bug e ha aggiunto due nuove automobili, la Nissan Skyline GT-R R34 e la Audi RS4 Saloon B7. Nell'aprile 2008, acquistando un aggiornamento a pagamento (denominato Megapack), è stato possibile aggiungere una motocicletta e quarantacinque nuove auto al gioco.

## Sviluppo
Lo sviluppo di Test Drive Unlimited è iniziato nel 2003, con un budget compreso tra i 15 e i 25 milioni di dollari.

## Accoglienza
Test Drive Unlimited è stato accolto positivamente dalla critica specializzata. Sull'aggregatore di recensioni Metacritic la versione per Xbox 360 ha un punteggio medio di 82 su 100 basato su 69 recensioni, la versione per Windows ha 79 su 100 con 18 recensioni, la versione per PlayStation 2 ha 75 su 100 basato su 25 recensioni, e la versione per PlayStation Portable ha 80 su 100 con 18 recensioni.
Claudio Camboni di Multiplayer.it ha dato alla versione per Xbox 360 un voto di 8,3 su 10, scrivendo che "ha così tanti elementi innovativi da meritare particolare attenzione da parte di ogni giocatore. Un intero gioco di corse automobilistiche online, da giocare insieme a migliaia di altre persone, e il single player è comunque forte e appassionante. Il gioco soffre di qualche problemino nel motore grafico e nel sistema di controllo delle vetture, ma è comunque da apprezzare anche per la vastità dell'isola su cui è ambientato e per la grande quantità di opzioni di gioco". Sempre per Multiplayer.it, Tommaso Pugliese ha assegnato alla versione per PlayStation 2 un punteggio di 8,2 su 10, affermando che "è un prodotto di grande valore tecnico: enorme, ricco di spessore e dotato di un modello di guida estremamente godibile. Se vi piacciono i giochi di corse con ambientazione urbana, su PS2 al momento non c'è un prodotto migliore di Test Drive Unlimited: estremamente curato, longevo e divertente. La presenza del multiplayer online non fa che chiudere degnamente il quadro di una conversione fatta davvero con passione e competenza". Il sito SpazioGames ha dato una valutazione di 7,8 su 10, commentando che "il gioco nel complesso è realizzato in maniera più che soddisfacente, tuttavia resta un po' d'amaro in bocca per tutti quei difetti che con un pizzico d'impegno in più avrebbero potuto rendere l'esperienza di gioco ancor più piacevole e intensa".
Filippo De Sanctis di Everyeye.it ha assegnato alla versione per PC un punteggio di 8 su 10, scrivendo che "è un gioco ottimo, che somma un comparto grafico curato alla semplicità del gameplay, che permette ai giocatori di entrare subito nei meccanismi di gioco, lasciandosi trasportare dagli splendidi paesaggi dell'isola. Se a questo aggiungiamo la forte longevità della componente online, e l'ampio parco macchine a nostra disposizione, Test Drive Unlimited si candida a essere uno dei racing game più interessanti degli ultimi anni". Mario Vivenzio, sempre per Everyeye.it, ha dato alla versione per PSP un voto di 7,5 su 10, affermando che "Test Drive Unlimited si dimostra un racing valido che porta una ventata d'aria fresca nel parco titoli PSP. La realizzazione tecnica del titolo è ben sviluppata, piccoli bug grafici lo affliggono, ma non rovinano l'esperienza di gioco. La conversione da PlayStation 2 è ammirevole, poche le limitazioni imposte e tanto il divertimento. Un gioco che conquista, da vivere fino alla fine e che, grazie alla sua modalità online, potrebbe diventare eterno".